# Parafia St. James (Luizjana)
Parafia St. James (ang. St. James Parish) – parafia cywilna w stanie Luizjana w Stanach Zjednoczonych. Obszar całkowity parafii obejmuje powierzchnię 257,96 mil2 (668,11 km²). Według danych z 2010 r. parafia miała 22 102 mieszkańców. Parafia powstała w 31 marca 1807 roku jako jedna z dziewiętnastu pierwszych parafii cywilnych Luizjany i nosi imię św. Jakuba.

## Sąsiednie parafie
- Parafia Ascension (północ)
- Parafia St. John the Baptist (wschód)
- Parafia Lafourche (południe)
- Parafia Assumption (zachód)

## Miasta
- Gramercy
- Lutcher

## CDP
- Convent
- Grand Point
- Hester
- Moonshine
- North Vacherie
- Paulina
- Romeville
- St. James
- South Vacherie
- Union
- Welcome